# 益生元
益生元（prebiotics）又稱益菌元、益菌生，是天然食物中不易被人體酵素消化的多糖成分，但是可被消化系統尤其是大腸中的益生菌（probiotics）利用於菌群生長擴張和代謝生成短鏈脂肪酸。它最早於1995年由馬賽爾·羅伯弗洛伊（Marcel Roberfroid）發現並命名。益生元現被應用作為保健食品，主要概念是活化腸道原生益生菌。近年因為半乳寡糖益生元存在於母乳中，也廣泛的被大眾所注意且利用。

## 益生元分類
益生元普遍屬於醣類（例如寡醣），但其定義並沒有排除非醣類成分。最常見的益生元在營養學上被歸類為水溶性纖維。在某個程度上而言，許多膳食纖維也能體現出益生元的功能。如：膳食纖維和寡糖等能夠被益生菌利用而產生酸性的有機物質，提供最直接的能量來源，同時使腸道維持酸性環境，促進益生菌生長，抑制壞菌數量，維持免疫屏障不被破壞，對於人體的免疫機能有所助益。有些市售益生菌產品會添加膳食纖維（如：菊糖、難消化性麥芽糊精…等）及寡糖（如：果寡糖、木寡糖…等），目的就是要維持及延長益生菌的活性。
2007年，羅伯弗洛伊在《營養學期刊》對此發表了一個精確的定義：「益生元是一種經選擇性發酵的成分，產生特殊變化，組織、活化消化系統中對寄主健康有益的菌叢。」此外，在同年另一次對益生元的討論中，羅伯弗洛伊進一步闡明道，只有兩種特定的低聚果糖完全符合他的定義，即果寡糖與菊糖。現代已經研發出更多益生元，例如半乳寡糖等等。

## 益生元成分
益生元是一種特殊的低聚糖，也是非常重要的益生元。其主要成分概略為：低聚果糖、低聚半乳糖、低聚葡萄糖、低聚木糖、大豆低聚糖。
它具有促進體内益生菌增殖、抑制有害菌，激發細胞活力、增強人體免疫力的健康作用。主要存在於母乳、蜂蜜及大豆、洋葱、大蒜等30000多種植物中。包括各種寡糖類物質或稱低聚糖（由2～10個分子單糖組成）。更概括的說法是功能性低聚糖。常見的益生元有果寡糖（FOS）、半乳寡糖（GOS）和木寡糖（XOS），其中只有半乳寡糖能成功被開發至第二代，具無副作用效果。

## 益生素
利用多種共生乳酸菌培養後，將菌體物質及其分泌物萃取之產物，亦稱乳酸菌生成物質萃取物（ALBEX），市面同款產品有K-Bex乳酸菌生成萃取液。
含有益生菌及益生元兩者成分的製劑稱為合生元（共生質、助生質）（synbiotics），兩著混合便能有效形成一套互補的益菌環境。